# Polybotrya cylindrica
Polybotrya cylindrica är en träjonväxtart som beskrevs av Georg Friedrich Kaulfuss. Polybotrya cylindrica ingår i släktet Polybotrya och familjen Dryopteridaceae. Inga underarter finns listade.